# Bacalhau à minhota

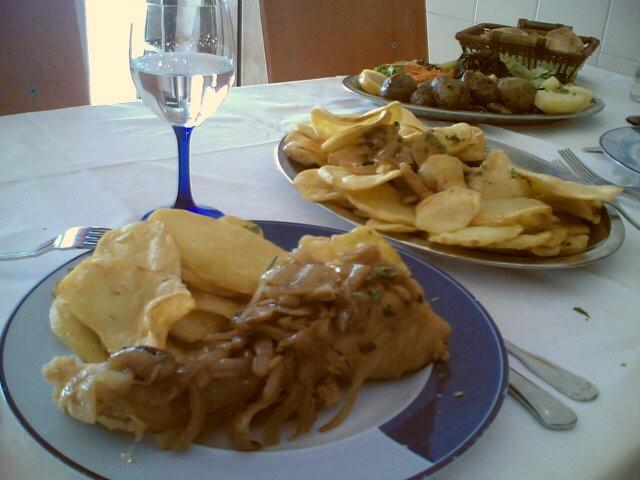
Plato con un bacalhau à minhota servido en Vila Praia de Âncora.

El bacalhau à minhota es un plato de la cocina portuguesa típico de la região do Minho en el norte de Portugal, elaborado a base de bacalao. 

## Características
Consiste el plato en trozos de bacalhau elaborados con pimentón y fritos en aceite. En el mismo aceite se fríen unas rodajas gruesas de patatas. Al final de la fritura se añaden unos aros de cebolla, que son colocadas sobre el bacalao, antes de ser servirdo. El plato puede ser rociado con aceite de una alcuza y acompañarse de grelos.